# Luca Cadalora
Luca Cadalora (Modena, 17 de maio de 1963) é um ex-motociclista italiano.

## Carreira
Foi campeão mundial das 250cc na MotoGP.